# 제1회 세자르상
제1회 세자르상의 시상식에 관한 내용이다. 1975년 최고의 프랑스 영화에 수여되는 시상식으로 1976년 4월 3일 파리 팔레 데 콩그레에서 열렸다. 이번 행사는 장 가뱅이 사회를 맡았고 피에르 체르니아가 사회를 맡았다. 추상(Le Vieux Fusil)이 작품상을 수상했다.

## 수상 및 후보

### 작품상
- 추상 (영화) - 로베르 앙리꼬 수상

### 여우주연상
- 아델의 사랑 이야기 - 이자벨 아자니

## 같이 보기
- 제48회 아카데미상
- 제29회 영국 아카데미 영화상